# خورخي غيريرو لوبيز
خورخي غيريرو لوبيز (بالإسبانية: Jorge Guerrero López) هو لاعب كرة قدم مكسيكي، ولد في 6 أكتوبر 1964 في Ixtlán de los Hervores ‏ في المكسيك.